# Sale (Mao e la Rivoluzione)
Sale è il primo disco del gruppo musicale italiano Mao e la Rivoluzione, pubblicato dalla Virgin Music nel 1996.

## Tracce
1. Febbre – 3:59 (testo: Mauro Gurlino - musica: Mauro Gurlino, Matteo Salvadori)
2. Temporali – 6:46 (testo: Mauro Gurlino - musica: Mauro Gurlino, Max Casacci)
3. Pop gravitazionale – 3:54 (testo: Mauro Gurlino - musica: Mauro Gurlino, Max Casacci)
4. Al limite – 5:35 (testo: Mauro Gurlino - musica: Mauro Gurlino, Matteo Salvadori)
5. Minimo brivido – 4:27 (testo: Mauro Gurlino - musica: Mauro Gurlino, Matteo Salvadori, Max Casacci)
6. Il ritmo – 4:03 (testo: Mauro Gurlino - musica: Mauro Gurlino, Matteo Salvadori)
7. Nel sole – 5:15 (testo e musica: Mauro Gurlino)
8. My psychedelic lady – 5:18 (testo e musica: Mauro Gurlino)
9. Come ho perso la guerra – 4:34 (testo e musica: Mauro Gurlino)
10. What a wonderful world – 8:27 (testo e musica: Robert Thiele, George David Weiss)

## Singoli
Singoli (12")
- 1996 - Febbre

Singoli (Promo CD)
- 1996 - Febbre
- 1996 - Il ritmo

## Videoclip
- 1996 - Febbre (regia di Luca Pastore)[1]

## Formazione
- Mauro ‘Mao’ Gurlino - voce, chitarra acustica
- Matteo Salvadori - chitarra elettrica
- Gianluca ‘Mago’ Medina - basso
- Paolo ‘Gep’ Cucco - batteria, campionatore
- Federico Bersano Begey - campionatore

## Crediti
- Prodotto, registrato e mixato da Max Casacci in Casasonica (Torino)
- Masterizzato da Antonio Baglio al Profile Studio (Milano)
- Temporali, Il ritmo, 39°C mixate da Josh Sanfelici
- Sala macchine: Josh Sanfelici
- Produzione esecutiva: Valerio Soave per Mescal
- Assistenti alla produzione: Fabrizio Gargarone per Hiroshima Mon Amour e Lucio Serra
- Segretaria di produzione: Luisa Cavalleris
- Organo su Temporali: Gianluca Vacha
- Cori su Temporali: Anna Lokas, Elisabetta Prodhon, Anna Mezzano
- Programmazione ritmica e tastiere: Max Casacci
- Frames televisivi: Fabrizio Vespa
- 40 hz su 39°C: Antonio Baglio
- Collaborazione ai testi: Luca Ragagnin
- Copertina e collages: Francesco Bortone
- Fotografie: Camilo Pardo
- Grafica: Stefania Giarlotta
- Edizioni musicali: Essequattro Music Italia S.r.l., eccetto What wonderful world Valando Music / Carlin Music
- Management: Mescal

## Curiosità
- Durante la presentazione a Torino del disco Il padrone della festa di Fabi Silvestri Gazzè, Daniele Silvestri ha dichiarato di avere ricordi legati alla città di Torino accompagnati dalle canzoni di Mao, tanto da essersi ispirato alla canzone Febbre per la sua Cohiba.